# Heinz Rennenberg
Heinz Rennenberg (Ründeroth (Engelskirchen), 31 mei 1949) is een Duitse botanicus. 
Tussen 1967 en 1974 studeerde hij biologie en scheikunde aan de Universität zu Köln. In 1974 was hij lector aan deze universiteit in de biologie, filosofie en pedagogiek. In 1977 promoveerde hij aan deze universiteit in de botanie. Tussen 1977 en 1984 was hij onderzoeksassistent aan deze universiteit. Tussen 1981 en 1982 was hij gastmedewerker aan het DOE Plant Research Laboratory van de Michigan State University in East Lansing. In 1984 verkreeg hij zijn habilitatie aan de Universität zu Köln. Tussen 1985 en 1986 was hij universitair hoofddocent op de afdeling botanie van deze universiteit. Tussen 1986 en 1992 was hij hoofd van een afdeling van het FhG-Institute of Atmospheric Environmental Research in Garmisch-Partenkirchen. Tussen 1988 en 1992 was hij ook nog vice-directeur van dit instituut. In 1989 was hij gastmedewerker bij het Laboratorium voor Plantenfysiologie van de Rijksuniversiteit Groningen.  
Vanaf 1992 is Rennenberg hoogleraar in de boomfysiologie aan de Albert-Ludwigs-Universität Freiburg in Freiburg im Breisgau. Vanaf 2004 is hij lid van de Deutsche Akademie der Naturforscher Leopoldina. Sinds 2003 staat hij op’ ISI-HighlyCited.com’ vermeld als behorend tot de meest geciteerde wetenschappers op het gebied van de plant- en dierwetenschappen. Hij is samen met Theo Elzenga redacteur van Plant Biology, het wetenschappelijke tijdschrift van de Deutsche Botanische Gesellschaft en de Koninklijke Nederlandse Botanische Vereniging. 